# Leporacanthicus
Leporacanthicus — рід риб з підродини Hypostominae родини Лорікарієві ряду сомоподібних. Має 4 види. Інша назва «сом-вампір». Наукова назва походить від латинського слова lepus, тобто «кролик», та грецького слова ἄκανθα — «шип».

## Опис
Загальна довжина представників цього роду коливається від 9,8 до 24,7 см. Спостерігається статевий диморфізм: самці дещо більші самиць. Голова доволі широка й видовжена в області морди. У самців з боків голови присутні дрібні шипики. Рот мають вигляд присоски (з сосочками на верхній губі) з 2 рядками зубів. На верхній щелепі присутні 2 довгих зуба. За це ці риби отримали іншу назву. Очі великі. Тулуб кремезний, витягнутий, вкрите рядками кісткових пластинок, окрім черева. Черево самиць більш округле. Спинний плавець помірно великий, часто притиснутий до тіла. Грудні плавці широкі. У самців на першому промені цих плавців є довгі одонтоди. Жировий плавець маленький. Анальний плавець довгий, за розміром дещо більше за жировий. Хвостовий плавець широкий, прямий, усічений.
Забарвлення коливається від темно-сірого до вугільно-чорного кольору. Самиці тьмяніше за самців. По тілу і плавцям розкидані плями (від жовтого до темно-коричневого). У мальків вони великі, яскравих кольорів: жовтого, помаранчевого, рожевого. З віком плями стають блідішими та меншими.

## Спосіб життя
Це демерсальні риби. Тримаються групами, де існує чітка ієрархія. Це територіальні риби. Активні у присмерку та вночі. Живляться водними безхребетними (двостулковими, равликами, прісноводними губками), комахами, їх личинками, дрібною рибою.
Відкладають ікру в укриттях: під камінням, між корчами, у печерах. Самець слідкує за ікрою до появи мальків. До річного віку ці сомики ведуть себе обережно, перебуваючи в укриттях.

## Розповсюдження
Поширені у басейні Ориноко, Амазонка, Токантінс (Південна Америка).

## Види
- Leporacanthicus galaxias
- Leporacanthicus heterodon
- Leporacanthicus joselimai
- Leporacanthicus triactis